# Championnat du monde de badminton par équipes mixtes 2013
Navigation
Qindao 2011 Donguan 2015
La Sudirman Cup 2013 est la 13e édition de cette compétition, appelée également Championnat du monde de badminton par équipes mixtes.
Elle s'est déroulée du 19 au 26 mai 2013 au Putra Indoor Stadium de Kuala Lumpur en Malaisie.
La Chine a remporté le trophée pour la 5e fois consécutive, la 9e fois en tout, en battant la Corée du Sud 3-0 en finale.

## Nations engagées

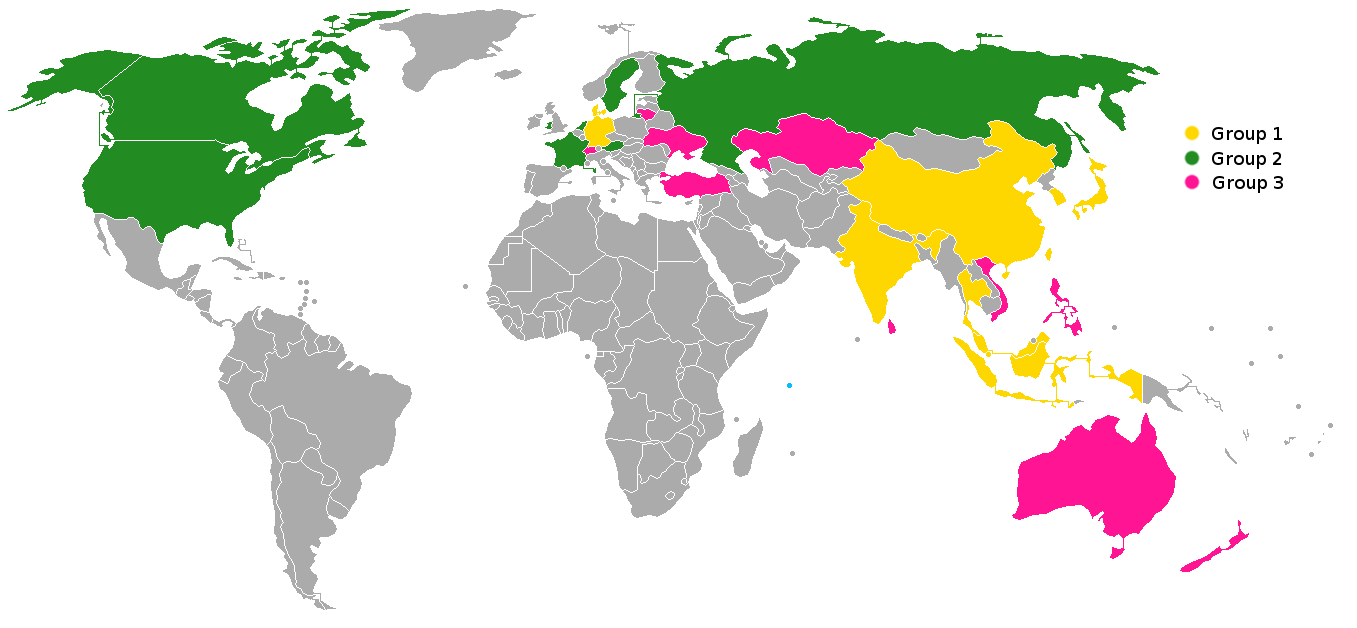
Nations participant à la Sudirman Cup 2013

Il s'agit d'une épreuve sur invitation de la Fédération internationale de badminton.
30 équipes participent à la compétition :
- 14 pays de la Confédération asiatique de badminton
- 12 pays de la Confédération européenne de badminton
- 2 pays de la Confédération panaméricaine de badminton
- 2 pays de la Confédération de badminton d'Océanie

La Confédération africaine de badminton n'a aucun représentant dans cette compétition en raison du forfait de dernière minute de l’Afrique du Sud.

## Déroulement de la compétition
Le tirage au sort a été effectué à partir des classements mondiaux arrêtés à la date du 7 mars 2013.
Pour classer les nations (article 3.4.3 du règlement de la Sudirman Cup ) on additionne le total des points des joueurs les mieux classés de chaque nation dans chacune des 5 catégories (SH, SD, DH, DD et MX).
Le classement mondial par équipes est donc le suivant  :
| 1. Chine - +401 986, points 2. Danemark - +334 934, points 3. Malaisie - +305 182, points 4. Thaïlande - +282 090, points 5. Japon - +281 002, points 6. Corée du Sud - +273 917, points 7. Indonésie - +273 125, points 8. Allemagne - +228 318, points | 1. Taïpei chinois - +210 116, points 2. Inde - +208 760, points 3. Singapour - +174 590, points 4. Hong Kong - +164 850, points 5. Russie - +164 567, points 6. Pays-Bas - +148 825, points 7. France - +130 583, points 8. États-Unis - +124 789, points | 1. Suède - +114 580, points 2. Canada - +103 142, points 3. Écosse - +101 554, points 4. Autriche - +100 500, points 5. Ukraine - +085 224, points 6. Suisse - +068 999, points 7. Viêt Nam - +067 170, points 8. Nouvelle-Zélande - +065 257, points | 1. Turquie - +062 045, points 2. Australie - +060 074, points 3. Sri Lanka - +044 050, points 4. Lituanie - +040 975, points 5. Afrique du Sud - +031 297, points 6. Philippines - +020 500, points 7. Kazakhstan - +004 240, points |

Des groupes sont ensuite constitués, où des têtes de série sont désignées en fonction du classement établi précédemment.
- Groupe 1 : 12 équipes réparties en 4 sous-groupes de 3. Une phase préliminaire en poules permet de qualifier 2 équipes par sous-groupe pour les quarts de finale. À partir de là, les matches sont à élimination directe jusqu'à la finale.
- Groupe 2 : 8 équipes, réparties en 2 sous-groupes de 4. Une phase de poule permet d'établir un classement dans chaque sous-groupe. Ensuite, des matches ont lieu entre les 1er, 2e, 3e et 4e de chaque sous-groupe.
- Groupe 3 : 10 équipes, réparties en 2 sous-groupes de 5 équipes. Comme dans le groupe 2, une phase de poule précède des matches de classement.

Comme lors de l'édition de 2011, les groupes 2 et 3 devaient être initialement constitués de 8 équipes chacun, les équipes restantes étant versées dans le groupe 4, qui aurait donc été un groupe à 3 équipes. 
L’Afrique du Sud ayant indiqué sa non-participation le 25 avril 2013, le groupe 4 a été supprimé et les Philippines et le Kazakhstan ont été ajoutés dans le groupe 3 qui se retrouve donc constitué de 10 équipes.
Seules les équipes du Groupe 1 peuvent jouer pour le titre.
Tous les matches joués comptent pour le classement des joueurs. 
Chaque rencontre se déroule en 5 matches : un simple hommes (SH), un simple dames (SD), un double hommes (DH), un double dames (DD) et un double mixte (MX). L'ordre des matches peut être modifié (il existe 6 possibilités) de façon qu'un joueur ne puisse pas jouer 2 matches consécutifs.
Lors des phases de poules, les 5 matches doivent être joués, quel que soit leur score. Lors de la phase finale du Groupe 1 ou lors des matches de classement dans les autres groupes, la rencontre s'arrête dès qu'une équipe a remporté 3 matches.

## Groupe 1

### Phase préliminaire (poules)
Les matches sont joués les 19, 20 et 21 mai.
| Qualifié pour les quarts de finale |

#### Groupe 1A
| Équipe    | Pts | J | G | P | Matches + | Matches - |
| --------- | --- | - | - | - | --------- | --------- |
| Chine     | 2   | 2 | 2 | 0 | 10        | 0         |
| Indonésie | 1   | 2 | 1 | 1 | 4         | 6         |
| Inde      | 0   | 2 | 0 | 2 | 1         | 9         |

#### Groupe 1B
| Équipe       | Pts | J | G | P | Matches + | Matches - |
| ------------ | --- | - | - | - | --------- | --------- |
| Corée du Sud | 2   | 2 | 2 | 0 | 9         | 1         |
| Thaïlande    | 1   | 2 | 1 | 0 | 3         | 7         |
| Hong Kong    | 0   | 2 | 0 | 2 | 3         | 7         |

#### Groupe 1C
| Équipe         | Pts | J | G | P | Matches + | Matches - |
| -------------- | --- | - | - | - | --------- | --------- |
| Taïpei chinois | 2   | 2 | 2 | 0 | 8         | 2         |
| Allemagne      | 1   | 2 | 1 | 1 | 3         | 7         |
| Malaisie       | 0   | 2 | 0 | 2 | 4         | 6         |

#### Groupe 1D
| Équipe    | Pts | J | G | P | Matches + | Matches - |
| --------- | --- | - | - | - | --------- | --------- |
| Japon     | 2   | 2 | 2 | 0 | 8         | 2         |
| Danemark  | 1   | 2 | 1 | 1 | 6         | 4         |
| Singapour | 0   | 2 | 0 | 2 | 1         | 9         |

### Phase finale (élimination directe)

#### Tableau final
|  | Quarts de finale | Quarts de finale | Quarts de finale | Quarts de finale |              |              | Demi-finales | Demi-finales | Demi-finales | Demi-finales |  |  | Finale | Finale | Finale | Finale |
|  |                  |                  |                  |                  |              |              |              |              |              |              |  |  |        |        |        |        |
|  | 23 mai           | 23 mai           | 23 mai           | 23 mai           |              |              | 25 mai       | 25 mai       | 25 mai       | 25 mai       |  |  | 26 mai | 26 mai | 26 mai | 26 mai |
|  | 23 mai           | 23 mai           | 23 mai           | 23 mai           |              |              | 25 mai       | 25 mai       | 25 mai       | 25 mai       |  |  | 26 mai | 26 mai | 26 mai | 26 mai |
|  | Chine            | Chine            | 3                | 3                |              |              | 25 mai       | 25 mai       | 25 mai       | 25 mai       |  |  | 26 mai | 26 mai | 26 mai | 26 mai |
|  | Chine            | Chine            | 3                | 3                |              |              | 25 mai       | 25 mai       | 25 mai       | 25 mai       |  |  | 26 mai | 26 mai | 26 mai | 26 mai |
|  | Indonésie        | Indonésie        | 2                | 2                |              |              | 25 mai       | 25 mai       | 25 mai       | 25 mai       |  |  | 26 mai | 26 mai | 26 mai | 26 mai |
|  | Indonésie        | Indonésie        | 2                | 2                | Chine        | Chine        | 3            | 3            |              |              |  |  | 26 mai | 26 mai | 26 mai | 26 mai |
|  |                  |                  |                  |                  | Chine        | Chine        | 3            | 3            |              |              |  |  | 26 mai | 26 mai | 26 mai | 26 mai |
|  |                  |                  | Danemark         | Danemark         | 1            | 1            |              |              |              |              |  |  | 26 mai | 26 mai | 26 mai | 26 mai |
|  | Taïpei chinois   | Taïpei chinois   | Danemark         | Danemark         | 1            | 1            | 0            | 0            |              |              |  |  | 26 mai | 26 mai | 26 mai | 26 mai |
|  | Taïpei chinois   | Taïpei chinois   |                  |                  |              |              |              | 0            |              |              |  |  | 26 mai | 26 mai | 26 mai | 26 mai |
|  | Danemark         | Danemark         | 3                | 3                |              |              |              |              |              |              |  |  | 26 mai | 26 mai | 26 mai | 26 mai |
|  | Danemark         | Danemark         | 3                | 3                | Chine        | Chine        | 3            | 3            |              |              |  |  |        |        |        |        |
|  |                  |                  |                  |                  | Chine        | Chine        | 3            | 3            |              |              |  |  |        |        |        |        |
|  |                  |                  | Corée du Sud     | Corée du Sud     | 0            | 0            |              |              |              |              |  |  |        |        |        |        |
|  | Allemagne        | Allemagne        | Corée du Sud     | Corée du Sud     | 0            | 0            | 0            | 0            |              |              |  |  |        |        |        |        |
|  | Allemagne        | Allemagne        |                  |                  |              |              |              |              |              |              |  |  |        |        |        |        |
|  | Corée du Sud     | Corée du Sud     | 3                | 3                |              |              |              |              |              |              |  |  |        |        |        |        |
|  | Corée du Sud     | Corée du Sud     | 3                | 3                | Corée du Sud | Corée du Sud | 3            | 3            |              |              |  |  |        |        |        |        |
|  |                  |                  |                  |                  | Corée du Sud | Corée du Sud | 3            | 3            |              |              |  |  |        |        |        |        |
|  |                  |                  | Thaïlande        | Thaïlande        | 1            | 1            |              |              |              |              |  |  |        |        |        |        |
|  | Thaïlande        | Thaïlande        | Thaïlande        | Thaïlande        | 1            | 1            | 3            | 3            |              |              |  |  |        |        |        |        |
|  | Thaïlande        | Thaïlande        |                  |                  |              |              |              | 3            |              |              |  |  |        |        |        |        |
|  | Japon            | Japon            | 1                | 1                |              |              |              |              |              |              |  |  |        |        |        |        |
|  | Japon            | Japon            | 1                | 1                |              |              |              |              |              |              |  |  |        |        |        |        |
|  |                  |                  |                  |                  |              |              |              |              |              |              |  |  |        |        |        |        |

## Groupe 2

### Phase préliminaire (poules)
Les matches sont joués les 20, 22 et 23 mai.

#### Groupe 2A
| Équipe     | Pts | J | G | P | Matches + | Matches - |
| ---------- | --- | - | - | - | --------- | --------- |
| Écosse     | 3   | 3 | 3 | 0 | 11        | 4         |
| Russie     | 2   | 3 | 2 | 1 | 8         | 7         |
| Suède      | 1   | 3 | 1 | 2 | 7         | 8         |
| États-Unis | 0   | 3 | 0 | 3 | 4         | 11        |

#### Groupe 2B
| Équipe   | Pts | J | G | P | Matches + | Matches - |
| -------- | --- | - | - | - | --------- | --------- |
| Pays-Bas | 3   | 3 | 3 | 0 | 13        | 2         |
| France   | 2   | 3 | 2 | 1 | 9         | 6         |
| Canada   | 0   | 3 | 1 | 2 | 7         | 8         |
| Autriche | 0   | 3 | 0 | 3 | 1         | 14        |

### Matches de classement
Les matches sont joués le 24 mai.

## Groupe 3

### Phase préliminaire (poules)
Les matches sont joués du 19 au 23 mai.

#### Groupe 3A
| Équipe           | Pts | J | G | P | Matches + | Matches - |
| ---------------- | --- | - | - | - | --------- | --------- |
| Ukraine          | 4   | 4 | 4 | 0 | 18        | 2         |
| Philippines      | 3   | 4 | 3 | 1 | 9         | 11        |
| Nouvelle-Zélande | 2   | 4 | 2 | 2 | 8         | 12        |
| Sri Lanka        | 1   | 4 | 1 | 3 | 8         | 12        |
| Turquie          | 0   | 4 | 0 | 4 | 7         | 13        |

#### Groupe 3B
| Équipe     | Pts | J | G | P | Matches + | Matches - |
| ---------- | --- | - | - | - | --------- | --------- |
| Viêt Nam   | 4   | 4 | 4 | 0 | 17        | 3         |
| Australie  | 3   | 4 | 3 | 1 | 13        | 7         |
| Suisse     | 2   | 4 | 2 | 2 | 14        | 6         |
| Lituanie   | 1   | 4 | 1 | 3 | 5         | 15        |
| Kazakhstan | 0   | 4 | 0 | 4 | 1         | 19        |

### Matches de classement
Les matches sont joués le 24 mai.

## Classement final
| 1. Chine 2. Corée du Sud 3. Danemark Thaïlande 4. Allemagne Indonésie Japon Taïpei chinois | 1. Hong Kong Inde Malaisie Singapour 2. Écosse 3. Pays-Bas 4. Russie 5. France | 1. Suède 2. Canada 3. États-Unis 4. Autriche 5. Viêt Nam 6. Ukraine 7. Philippines | 1. Australie 2. Suisse 3. Nouvelle-Zélande 4. Sri Lanka 5. Lituanie 6. Turquie 7. Kazakhstan |